# 20 avril 1958
Le dimanche 20 avril 1958 est le 110e jour de l'année 1958.

## Naissances
- Brian Marchbank, joueur de golf professionnel écossais
- Dragan Đokanović, homme politique de Bosnie-Herzégovine
- Galip Tekin (mort le 6 juillet 2017), auteur de bande dessinée turc
- Moon Pil Shim, peintre sud-coréen
- Pascal Leroy, cavalier français de concours complet d'équitation
- Raad Hammoudi, joueur de football irakien
- Simon Clark, auteur de romans et nouvelles fantastiques
- Viatcheslav Fetissov, joueur professionnel de hockey sur glace, russe

## Décès
- Adolf Scheibe (né le 9 mars 1895), physicien allemand
- Juan Antonio Ansaldo (né le 24 juin 1901), aviateur espagnol
- René Vermandel (né le 23 mars 1893), coureur cycliste belge

## Événements
- Sortie de la chanson Rave On! de Buddy Holly